# 人情紙風船 (テレビドラマ)
『人情紙風船』（このよはすべてかねしだい）は、1982年4月7日から5月19日までTBS系列で毎週水曜日22:00〜22:54(JST)に放送された日本のテレビドラマ。毎日放送（MBS）の制作で、放送時のタイトルには、前述のルビがふられていた。原作は佐木隆三の『欲望の塀 医学部不正入試殺人事件』。

## 概要
刑務所に収監されている受刑者が、所内で印刷されている入学試験問題を盗み出し、サッカーボールに入試問題を縫い込ませて刑務所の外に蹴り出させるなど多様な手段を用いて外部にいる仲間に渡し、それを元に金持ちの受験生に1千万円で売りさばくなど金儲けを企む話である。1971年（昭和46年）に実際に大阪で起こった出来事をもとに、人情喜劇に仕立てた。毎日放送としては、久々に自社制作した作品。

## 出演
- 野川雄一：渡瀬恒彦
約1年6か月服役していた元受刑者。愛人の橘由香の貯金をもとに小さな不動産屋を設立し、経営している。刑務所内にいる尾高巌らと入試問題のやり取りをする。
- 橘由香：関根恵子
雄一の愛人で、旅回り一座の花形。
- 尾高巌：芦屋雁之助
- 家島正：桂べかこ
尾高、家島ともに阪南刑務所に服役中の受刑者。入試問題を盗み出し、雄一とやり取りをする役割。
- 燎子：浅茅陽子
ハイミス。入試の模範解答を作成する担当。
- トミ子：坂本スミ子
- 黒田刑事：名古屋章
- 正子：マッハ文朱
- 石沢：岸部一徳
医療器具のセールスマン。入試問題を買う客を集める担当。
- 飯沼：佐川満男
刑務官。計画遂行のために、雄一らに買収される。
- 芙美：藤山直美
- 長野：森下鉄朗
- 由香の父親：喜味こいし
由香とは別れていたが、第6話で再会を果たす。
- 天現夫人：伊吹友木子（第2話ゲスト）
- 住吉清：京本政樹（第4話ゲスト）
- たまき：谷川みゆき（第4話ゲスト）- 清の女友達

## スタッフ
- 製作：西前充男
- 脚本：横光晃
- 演出：西前充男、伊東雄三
- 制作著作：毎日放送

| 毎日放送制作・TBS系列 水曜22時台の連続ドラマ | 毎日放送制作・TBS系列 水曜22時台の連続ドラマ | 毎日放送制作・TBS系列 水曜22時台の連続ドラマ |
| 前番組                                       | 番組名                                       | 次番組                                       |
| -------------------------------------------- | -------------------------------------------- | -------------------------------------------- |
| カムバック・ガール                           | 人情紙風船                                   | ガラスの知恵の輪                             |